# Radical 211
Le radical 211, qui signifie les dents, est la seulement des 214 radicaux chinois répertoriés dans le dictionnaire de Kangxi composés de quinze traits.
Le caractère Unicode de 齒 est 9F52.

## Caractères avec le radical 211
| nombre de traits          | caractères                       |
| ------------------------- | -------------------------------- |
| Sans trait supplémentaire | 齒                               |
| 1 traits supplémentaires  | 齓                               |
| 2 traits supplémentaires  | 齔                               |
| 3 traits supplémentaires  | 齕                               |
| 4 traits supplémentaires  | 齖 齗 齘                         |
| 5 traits supplémentaires  | 齙 齚 齛 齜 齝 齞 齟 齠 齡 齢 齣 |
| 6 traits supplémentaires  | 齤 齥 齦 齧 齨 齩                |
| 7 traits supplémentaires  | 齪 齫 齬                         |
| 8 traits supplémentaires  | 齭 齮 齯 齰 齱                   |
| 9 traits supplémentaires  | 齲 齳 齴 齵 齶 齷                |
| 10 traits supplémentaires | 齸 齹 齺 齻                      |
| 13 traits supplémentaires | 齼 齽                            |
| 20 traits supplémentaires | 齾                               |